# Michael Kleiner (Verwaltungsjurist)
Michael Kleiner (* 14. Januar 1967 in Aalen) ist ein deutscher politischer Beamter. Er ist seit 2017 als Ministerialdirektor der Amtschef im Ministerium für Wirtschaft, Arbeit und Tourismus Baden-Württemberg.

## Leben
Kleiner wuchs in Ellwangen (Jagst) auf. Nach seinem Wehrdienst studierte er Rechtswissenschaften an den Universitäten Freiburg und Tübingen. Er absolvierte sein Rechtsreferendariat am Landgericht Tübingen und legte 1995 die Zweite juristische Staatsprüfung ab. Von 1995 bis 2000 war er am Ministerium für Wissenschaft, Forschung und Kunst Baden-Württemberg tätig, zunächst als Referent, ab 1998 als Leiter der Zentralstelle. Von 2000 bis 2013 arbeitete er im Staatsministerium Baden-Württemberg in verschiedenen Funktionen als Referats-, ab 2009 als Abteilungsleiter. Im April 2013 kehrte er ins Wissenschaftsministerium zurück und war dort bis August 2016 als Leiter der Forschungsabteilung tätig. Von August 2016 bis September 2017 leitete er die Grundsatzabteilung im Ministerium für Wirtschaft, Arbeit und Wohnungsbau Baden-Württemberg.
Seit 1. Oktober 2017 ist Kleiner Ministerialdirektor und Amtschef unter Ministerin Nicole Hoffmeister-Kraut (CDU) im Ministerium für Wirtschaft, Arbeit und Tourismus Baden-Württemberg. Er folgte Hubert Wicker nach.

## Privates
Kleiner ist verheiratet und hat zwei Kinder.